# Rosenholm Skov
Rosenholm Skov er et skovområde beliggende i området mellem herregården Rosenholm og landsbyen Karlby. Skoven har flere lokaliteter:
- Gammel Dyrehave – området mellem Rosenholm Slotspark og til sognegrænsen mellem Hornslet Sogn og Krogsbæk Sogn. Gammel Dyrehave gennemskæres af togsporet for Grenåbanen.
- Rosenholm Skov
- Karlby Skov
- Ivarskilde – et gammelt lystanlæg i yderkanten af Gammel Dyrehave. Anlagt i forbindelse med Rosenholm Slot
- Grusgravvej
- Fælledvej

56°20.5′N 10°19′Ø / 56.3417°N 10.317°Ø